# アメリンド大語族
アメリンド大語族（アメリンドだいごぞく、Amerind）は、ジョセフ・グリーンバーグが1960年に提唱した大語族 。
グリーンバーグはアメリカ先住民の言語をエスキモー・アレウト語族、ナデネ語族とその他全ての言語群の3つに大別し、最後のグループをアメリンド大語族と名付けた。しかしこの大語族は一般には受け入れられていない
。

## 下位語群

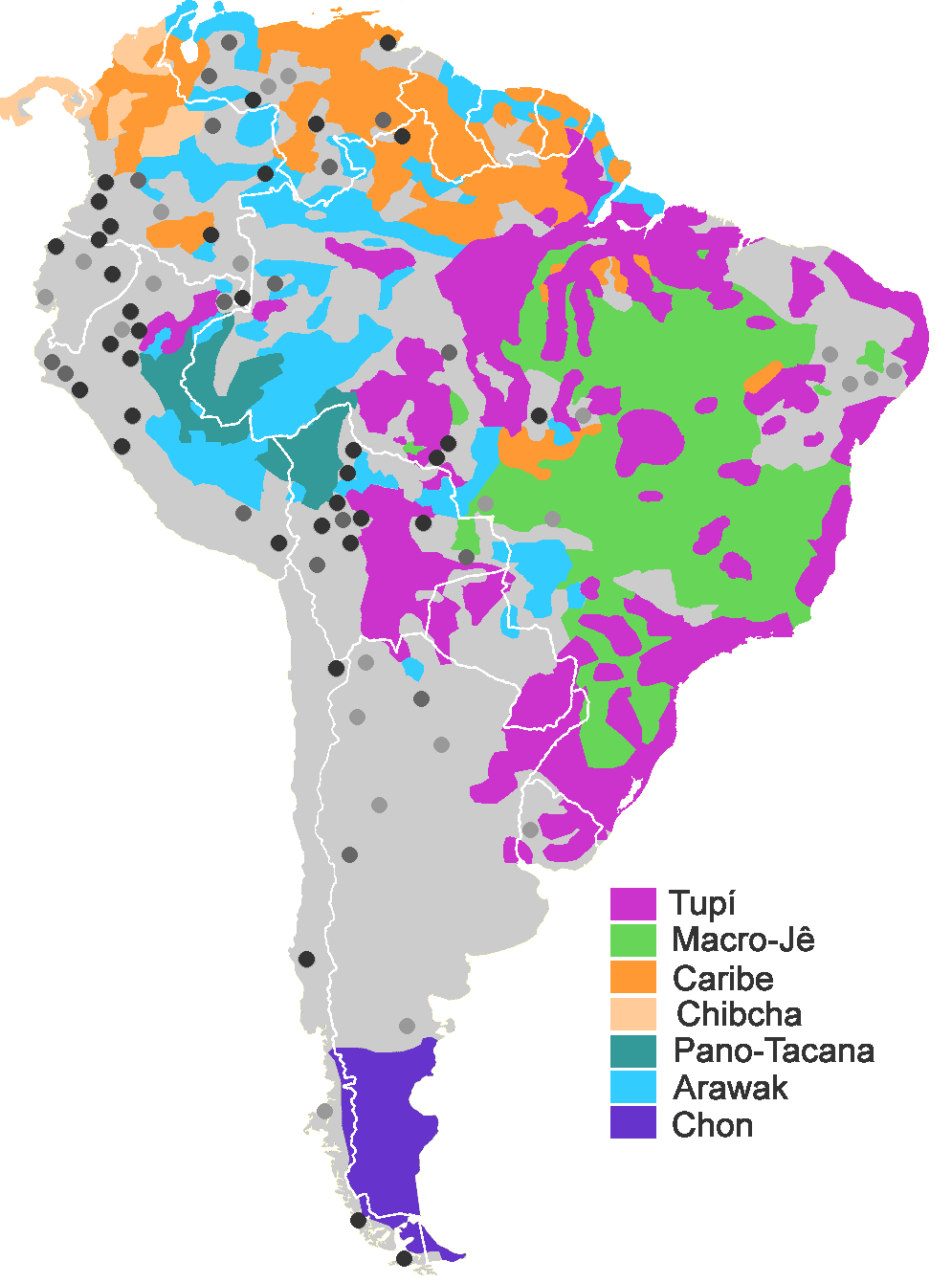
南アメリカの先住民の言語の分布

- アルゴンキン・ウォキャシ大語族（英語版）
  - アルゴンキン語族（アルゴンキアン語族） - 五大湖を中心に、北米東部の大部分
    - ブラックフット語、シャイアン語
    - クリー語、オジブウェー語
    - ミクマク語、デラウェア語

  - セイリッシュ語族
    - オカナガン語

  - チマクアン語族（英語版）
  - ウォキャシ語族（英語版）
  - クーテナイ語

- マクロ・スー大語族（英語版） - アパラチア山脈及び北米中西部
  - スー語族 - グレートプレーンズ
    - スー語（ラコタ語、ダコタ語）

  - イロコイ語族
    - セネカ語、カユーガ語
    - モホーク語
    - チェロキー語

  - カド語族（英語版）
    - カド語

  - マスコギ語族
    - チョクトー語
    - アラバマ語
    - マスコギ語

- ホカ大語族 - カリフォルニア半島、メキシコ湾に面した一部地域　※マクロ・スー大語族と併せてホカ・スー大語族とする場合もある[16]
  - ワショ語
  - キャロック語（英語版）
  - ポモ語族（英語版）
  - アチョマウィ語（英語版）
  - ユマ語族
    - パイ諸語

  - セリ語
  - ヒカケ語（英語版）
  - テキストラテック語族
  - トラパンカン語族（英語版）　※オト・マンゲ大語族に含める説もある

- ケレス語（英語版）　※ホカ・スー大語族に含める場合もある[16]

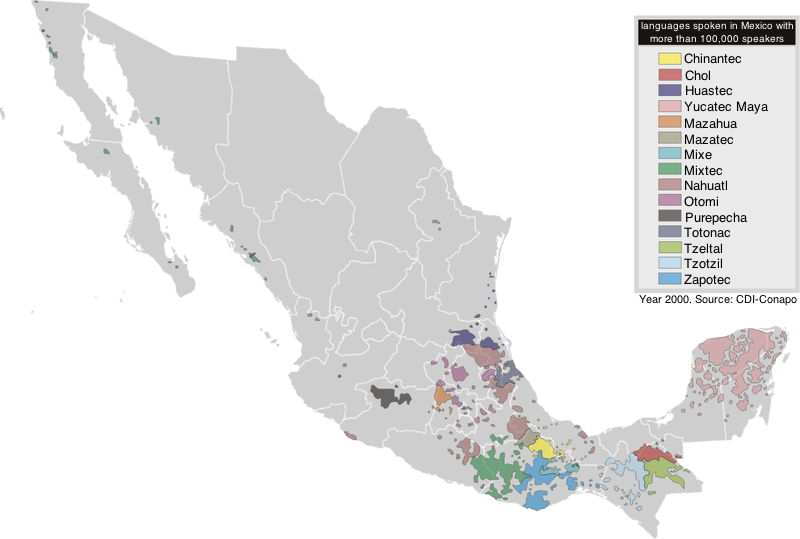
メキシコの先住民の言語の分布

- ペヌート大語族 - カリフォルニア州、メキシコ東部、グアテマラ、ベリーズ。南米大陸のいくつかの言語を含む説がある
  - ツィムシアン語
  - ヨクツ語族
  - マイドゥ語族（英語版）
  - ミーウォク語族
  - チヌーク語族（英語版）
  - サハプティアン語族（英語版）
  - ミヘ・ソケ語族[16] - ミヘ族、ソケ族
    - ミヘ語（英語版）、サユラ語（英語版）
    - ソケ語（英語版）、シエラポポルカ語（英語版）、アヤパネコ語、Copainalá Zoque語（英語版）

  - トトナク語族（英語版）[16]　※ミヘ・ソケ語族と合わせてトトソケ語族（英語版）とする説もある
    - トトナク語（英語版）

  - マヤ語族[16]
    - チョル語
    - ケクチ語
    - マム語
    - ユカテコ語（Yucateco）（マヤ語）
    - カクチケル語
    - キチェ語
    - ツォツィル語

  - チパヤ・ウル語族（英語版）[16]　※ペヌート大語族に含めない場合もある
  - ワヴェ語[16]　※オト・マンゲ大語族に含める説もある

- アズテック・タノア大語族（英語版） - ネバダ州、ユタ州、メキシコ西部
  - ユト・アステカ語族 - グレートベースン
    - ショショーニ語（英語版）、コマンチェ語（英語版）
    - ユト語（英語版）
    - ホピ語
    - ルイセーニョ語
    - パパゴ語（英語版）
    - ナワトル語 - メキシコ。アステカ帝国の公用語であった

  - カイオワ・タノア語族
    - カイオワ語（英語版）
    - トワ語（英語版）
    - テワ語（英語版）

- タラスコ語 - メキシコ ミチョアカン州

- オト・マンゲ大語族 - メキシコ中部
  - チナンテク語族（英語版）
  - オトミ語族（英語版）
    - オトミ語（英語版）

  - ミシテク語族（英語版）
    - ミシテク語（英語版）

  - ポポロカ語族（英語版）
    - マザテク語（英語版）

  - サポテク語族（英語版）
    - サポテク語

- マクロ・チブチャ大語族（英語版） - ホンジュラス～パナマ地峡にかけて。南米大陸の一部の言語を含む
  - チブチャ語族（英語版）
    - グワイミ語（英語版）

  - レンカ語 - レンカ族。ホンジュラス、エルサルバドル
  - シンカ語 - グアテマラ
  - チョコ語族（英語版） - パナマ、コロンビア
  - インター・アンディーン語族（英語版） (Paezan) - コロンビア
    - パエス語（英語版）
    - Coconuco語（英語版）

  - ワイカ語族（英語版） - ベネズエラ、ブラジル

- アンデス・赤道大語族 - アンデス山脈、アマゾン川流域など
  - ケチュマラ大語族（英語版）
    - アイマラ語 - ボリビア、ペルー
    - ケチュア語 - ペルーなど。インカ帝国の公用語であった

  - チョン語族[16] - アルゼンチン　※マクロ・パノア大語族（英語版）に含める場合もある
  - アラワク語族
    - アラワク語、ワユ語（ゴアヒロ語）、ガリフナ語、Island Carib語†（英語版）、タイノ語
    - テレーノ語

  - ヒヴァロ語族（英語版） - ヒバロ族。エクアドル、ペルー
  - トゥカノ語族（英語版）
  - モヴィマ語 - ボリビア

- ゲ・トゥピ・カリブ大語族（英語版） - ギアナ地方、ブラジル南部、パラグアイ、アルゼンチン東部など
  - マクロ・ゲ語群（英語版）
    - ゲ語族（英語版）
      - Kayapo語（英語版）

  - トゥピ語族　※アンデス・赤道大語族に含める場合もある[16]
    - トゥピ・グアラニー語族
      - トゥピ語（リンガ・ジェラール・パウリスタ†、ニェエンガトゥ語）
      - グアラニー語 - ボリビア、パラグアイの公用語の一つ

  - マクロ・パノア大語族（英語版）
    - タカナ・パノ語族（英語版）
      - パノ語族（英語版）

  - カリブ語族
    - カリブ語

- ムーラ語 - ブラジル アマゾナス州
  - ピダハン語

- アラウカ語族（英語版） - チリ、アルゼンチン
  - マプチェ語 - マプチェ族